# CEA Grenoble

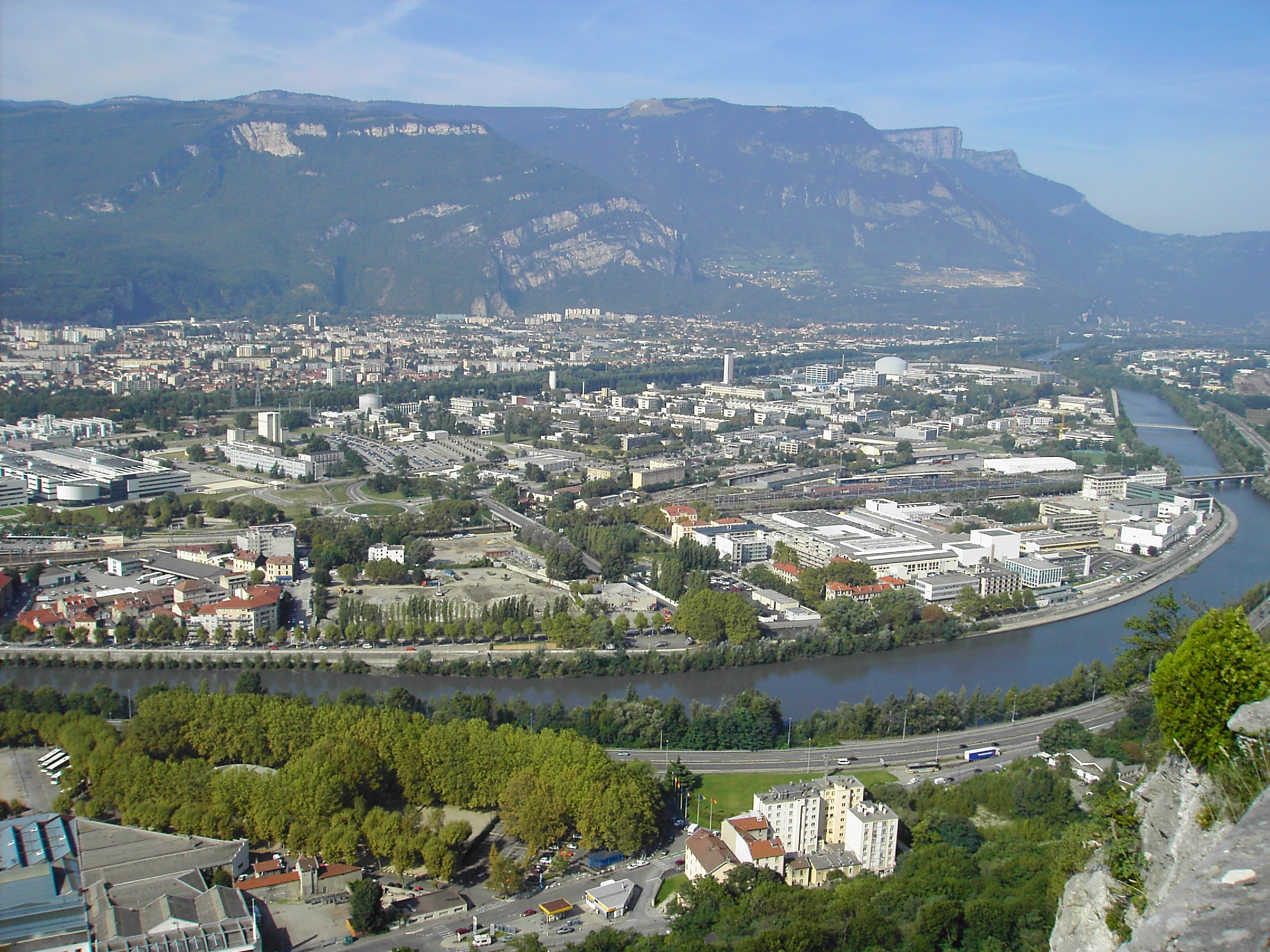
Veduta panoramica del Polygone scientifique di Grenoble nel 2008

Mappa del Polygone scientifique di Grenoble

Il CEA Grenoble – chiamato Centre d'études nucléaires de Grenoble (CENG) fino al 1995 – è un centro di ricerca del Commissariat à l'énergie atomique et aux énergies alternatives (CEA) situato sul sito del Polygone scientifique di Grenoble. Esso fu fondato nel 1956 su iniziativa di Louis Néel, premio Nobel per la fisica, ed ha avuto 3 pile atomiche (Melusine, Siloe e Siloette) fino alla fine degli anni 1990.
Nel 2014, il CEA Grenoble conta 2 500 ricercatori e tecnici su un campus di 64 ettari, divenendo nel 2013 la sede del CEA Tech che raggruppa con l'insieme dei siti francesi un totale di 2 500 ricercatori. Secondo la classifica del marzo 2016 del «Top 25 Global Innovators – Government» stabilita dall'agenzia Reuters, il CEA è l'organismo pubblico più innovativo al mondo. Il CEA Grenoble contribuisce in modo significativo in questa classifica, poiché rappresenta il 70% delle domande di brevetti dell'insieme dei centri del CEA.
Nel contesto della sua riconversione, il sito inaugura nel 2018, la prima unità francese di produzione industriale di idrogeno rinnovabile.

## Centri di ricerca
Atelier, laboratori e centri di ricerca del CEA:
- Atelier de recherche et de conservation Nucléart (ARC-Nucléart)
- Laboratoire d'électronique et de technologie de l'information (LETI)
- Laboratoire d'innovation pour les technologies des énergies nouvelles et les nanomatériaux (LITEN)

Altri atelier, laboratori e centri di ricerca del CEA in partenership:
- Clinatec, con il Centre hospitalier universitaire Grenoble-Alpes
- Minatec, con il LETI e Grenoble INP

## Installazioni nucleari
Installazioni nucleari di base (INB):
- INB 36 – Station de traitement des effluents et déchets solides (STEDS)
- INB 67 – Réacteur à haut flux (RHF)[1][2]
- INB 79 – Entreposage de décroissance (STED)

Installazioni nucleari di base (INB) declassate:
- INB 19 – Melusine[3] (installazione declassata)
- INB 20 – Siloe[4] (installazione declassata)
- INB 21 – Siloette[5] (installazione declassata)
- INB 61 – Laboratoire d'analyses de matériaux actifs (LAMA) (installazione declassata)